# Аль-Кадісія (Кувейт)
Спортивний клуб Аль-Кадісія або просто «Аль-Кадісія» (араб. نادي القادسية الرياضي) — професіональний кувейтський футбольний клуб з міста Ель-Кувейт. «Аль-Кадісія» — один з найпопулярніших клубів Кувейту. В 1953 році було створено клуб «Аль-Джазіра», але 20 жовтня 1960 року він був реорганізований і отримав нову назву, «Аль-Кадісія». Команда зараз виступає в Прем'єр-лізі Кувейту. Це найтитулованіший клуб країни, він 17 разів става переможцем національного чемпіонату.
Свої домашні пождинки команда проводить на стадіоні «Мохаммед Аль-Хамад» у Хаваллі, це четвертий за розмірами стадіон у Кувейті. «Аль-Кадісія» має найбільшу кількість уболівальників, у порівнянні з іншими футбольними клубами країни.

## Історія
«Аль-Кадісія» — один з найстаріших футбольних клубів у Кувейті, разом з «Аль-Арабі» та «Аль-Кувейт». Команда розпочала свої виступи в сезоні 1961/62 років і протягом наступних трьох сезонів в національному чемпіонаті ставала срібним призером, в той час як переможцем чемпіонату ставав «Аль-Арабі». Саме матчі між цими двому суперниками отримали назву «Кувейтське Ель-Классико». У сезоні 1968/69 років «Аль-Кадісія» вперше стала переможцем Прем'єр-ліги.
Протягом перших 20 років свого існування клуб 5 разів ставав переможцем національного чемпіонату, а також виграв ще декілька трофеїв. Команда також виступала в Клубному кубку чемпіонів країн Перської затоки з футболу .
Починаючи з 2002 року «Аль-Арабі» жодного разу не вигравав національного чемпіонату, в той час як «Аль-Кадісія» почала домінувати на внутрішній арені й ще тричі поспіль виграв національний чемпіонат, але потім тричі поспіль поступився чемпіонськими титулами «Аль-Кувейту», щоправда після цього чотири рази поспіль знову тріумфував у чемпіонаті. Завдяки цим успіхам, а також перемозі в Прем'єр-лізі сезону 2015/16 років «Аль-Кадісія» став найтитулованішим кувейтським футбольним клубом (17 перемог) випередивши вперше у своїй історії «Аль-Арабі» (16 чемпіонств).
Крім успіхів у національних турнірах, «Аль-Кадісія» доволі вдало виступав у континентальних турнірах. Зокрема команда двічі, в 2010 та 2013 роках, виходила до фіналу Кубку АФК, але в обох випадках зазнавала поразки, в 2010 році від сирійського Аль-Іттіхад (Алеппо), а в 2013 році від «Аль-Кувейту».
У 2014 році «Аль-Кадісія» вперше, після двох поразок у фіналі, змогла виграти Кубок АФК.

## Досягнення

### Національні
- Прем'єр-ліга
  -  Чемпіон (17): 1968/69, 1970/71, 1972/73, 1974/75, 1975/76, 1977/78, 1991/92, 1998/99, 2002/03, 2003/04, 2004/05, 2008/09, 2009/10, 2010/11, 2011/12, 2013/14, 2015/16
  -  Срібний призер (11): 1962/63, 1963/64, 1985/86, 1993/94, 1994/95, 1999/00, 2001/02, 2005/06, 2007/08, 2012/13, 2017/18
  -  Бронзовий призер (4): 1988/89, 1992/93, 1995/96, 1997/98

- Кубок Еміра Кувейту
  -  Володар (17): 1964/65, 1966/67, 1967/68, 1971/72, 1973/74, 1974/75, 1978/79, 1988/89, 1993/94, 2002/03, 2003/04, 2006/07, 2009/10, 2011/12, 2012/13, 2014/15, 2024
  -  Фіналіст (10): 1961/62, 1963/64, 1975/76, 1976/77, 1991/92, 1996/97, 2005/06, 2013/14, 2018/19, 2021

- Кубок наслідного принца Кувейту
  -  Володар (9): 1998, 2002, 2004, 2005, 2006, 2009, 2013, 2014, 2018
  -  Фіналіст (2): 2008, 2012

- Кубок Федерації футболу Кувейту
  -  Володар (6): 2007/08, 2008/09, 2010/11, 2012/13, 2018/19, 2022/23

- Суперкубок Кувейту
  -  Володар (6): 2009, 2011, 2013, 2014, 2018, 2019
  -  Фіналіст (3): 2010, 2012, 2024

- Кубок Аль-Хурафі
  -  Володар (2): 2002/03, 2005/06
  -  Фіналіст (1): 2004/05

### Міжнародні
- Кубок АФК
  -  Володар (1): 2014

- Клубний кубок чемпіонів країн Перської затоки з футболу
  -  Володар (2): 2000, 2005

## Статистика виступів на континентальних турнірах
| Сезон   | Змагання                    | Раунд        |                   | Клуб                | Вдома                   | На виїзді             |
| ------- | --------------------------- | ------------ | ----------------- | ------------------- | ----------------------- | --------------------- |
| 1991    | Кубок володарів кубків Азії | 1-ий раунд   | Йорданія          | Аль-Файсалі (Амман) | -                       | -                     |
| 1995    | Кубок володарів кубків Азії | 1-ий раунд   | Оман              | Аль-Оруба Сур       | 2–0                     | 0–1                   |
|         |                             | 2-ий раунд   | Катар             | Ас-Садд             | -                       | 0–2                   |
| 2000    | Клубний чемпіонат Азії      | 1-ий раунд   | Ємен              | Аль-Вехда (Сана)    | -                       | -                     |
| 2005/06 | Ліга чемпіонів АФК          | Груповий     | Іран              | Фулад               | 2–0                     | 0–6                   |
|         |                             | Груповий     | Узбекистан        | Пахтакор            | 2–1                     | 2–2                   |
|         |                             | Груповий     | Сирія             | Аль-Іттіхад         | 1–0                     | 2–2                   |
|         |                             | 1/4 фіналу   | ОАЕ               | Аль-Айн             | 2–2                     | 3–0                   |
|         |                             | 1/2 фіналу   | Сирія             | Аль-Карама          | 0–1                     | 0–0                   |
| 2007/08 | Ліга чемпіонів АФК          | Груповий     | Узбекистан        | Пахтакор            | 2–2                     | 1–0                   |
|         |                             | Груповий     | Ірак              | Ербіль              | 1–1                     | 2–4                   |
|         |                             | Груповий     | Катар             | Аль-Гарафа          | 1–0                     | 1–0                   |
|         |                             | 1/4 фіналу   | Японія            | Урава               | 3–2                     | 0–2                   |
| 2010    | Кубок АФК                   | Груповий     | Індія             | Іст Бенгал          | 4–1                     | 3–2                   |
|         |                             | Груповий     | Сирія             | Аль-Іттіхад         | 3–0                     | 0–0                   |
|         |                             | Груповий     | Ліван             | Аль-Неймех СК       | 1–1                     | 3–1                   |
|         |                             | 1/8 фіналу   | Індія             | Чарчілл Бразерс     | 2–1                     |                       |
|         |                             | 1/4 фіналу   | Таїланд           | Порт                | 3–0                     | 0–0                   |
|         |                             | 1/2 фіналу   | Бахрейн           | Аль-Ріффа           | 4–1                     | 0–2                   |
|         |                             | Фінал        | Сирія             | Аль-Іттіхад         | 1–1 (дод.ч.) 2–4 (пен.) |                       |
| 2011    | Кубок АФК                   | Груповий     | Узбекистан        | Шуртан              | 4–0                     | 1–1                   |
|         |                             | Груповий     | Сирія             | Аль-Іттіхад         | 3–2                     | 2–0                   |
|         |                             | Груповий     | Ємен              | Ас-Сакр             | 3–0                     | 2–2                   |
|         |                             | 1/8 фіналу   | Кувейт            | Аль-Кувейт          | 2–2 (дод.ч.) 2–3 (пен.) |                       |
| 2012    | Кубок АФК                   | Груповий     | Оман              | Ас-Сувейк           | 2–0                     | 5–1                   |
|         |                             | Груповий     | Сирія             | Аль-Іттіхад         | 5–2                     | 0–1                   |
|         |                             | Груповий     | Йорданія          | Аль-Файсалі (Амман) | 1–2                     | 1–1                   |
|         |                             | 1/8 фіналу   | Кувейт            | Аль-Кувейт          | 1–1 (дод.ч.) 1–3 (пен.) |                       |
| 2013    | Кубок АФК                   | Груповий     | Сирія             | Аль-Шорта (Дамаск)  | 0–1                     | 2–0                   |
|         |                             | Груповий     | Йорданія          | Аль-Рамта           | 2–2                     | 3–0                   |
|         |                             | Груповий     | Таджикистан       | Равшан              | 3–0                     | 3–1                   |
|         |                             | 1/8 фіналу   | Оман              | Фанджа              | 4–0                     |                       |
|         |                             | 1/4 фіналу   | Сирія             | Аль-Шорта (Дамаск)  | 0–0                     | 2–2                   |
|         |                             | 1/2 фіналу   | Йорданія          | Аль-Файсалі (Амман) | 2–1                     | 1–0                   |
|         |                             | Фінал        | Кувейт            | Аль-Кувейт          | 0–2                     |                       |
| 2014    | Ліга чемпіонів АФК          | 1-ий раунд   | Оман              | Ас-Сувейк           | 1–0                     |                       |
|         |                             | 2-ий раунд   | ОАЕ               | Бані Яс             | 4–0                     |                       |
|         |                             | 3-ий раунд   | Катар             | Аль-Джаїш           | 0–3                     |                       |
|         | Кубок АФК                   | Груповий     | Ірак              | Аль-Шорта           | 3–0                     | 0–0                   |
|         |                             | Груповий     | Бахрейн           | Аль-Хідд            | 2–0                     | 2–3                   |
|         |                             | Груповий     | Сирія             | Аль-Вахда           | 1–1                     | 3–1                   |
|         |                             | 1/8 фіналу   | Йорданія          | Тат Рас             | 4–0                     | 4–0                   |
|         |                             | 1/4 фіналу   | Бахрейн           | Аль-Хідд            | 1–1                     | 2–2                   |
|         |                             | 1/2 фіналу   | Індонезія         | Персипура Джаяпура  | 4–2                     | 6–0                   |
|         |                             | Фінал        | Ірак              | Ебріл               | 0–0(дод.ч.) 4–2(пен.)   | 0–0(дод.ч.) 4–2(пен.) |
| 2015    | Ліга чемпіонів АФК          | 2-ий плей-оф | Йорданія          | Аль-Вахдат          | 1–0                     | 1–0                   |
|         |                             | 3-ій плей-оф | Саудівська Аравія | Аль-Аглі            | 1–2                     | 1–2                   |
|         | Кубок АФК                   | Груповий     | Туркменістан      | Ахал                | 2–0                     | 1–0                   |
|         |                             | Груповий     | Таджикистан       | Істіклол (Душанбе)  | 2–2                     | 0–2                   |
|         |                             | Груповий     | Ірак              | Ербіль              | 1–2                     | 1–0                   |
|         |                             | 1/8 фіналу   | Йорданія          | Аль-Вахдат          | 1–0                     | 1–0                   |
|         |                             | 1/4 фіналу   | Сирія             | Аль-Джаїш           |                         |                       |

## Відомі тренери
|                     | \| Ім'я \| Національність \| Роки \| \| ------------------- \| -------------- \| --------- \| \| Мохаммед Аль-Хамед \| \| 1960–1962 \| \| Абдулмсен Аль-Фаріс \| \| 1962–1963 \| \| Омар Шенді \| \| 1963–1965 \| \| Аладдін Ніазі \| \| 1965–1966 \| \| Ян Цестич \| \| 1966–1967 \| \| Воїн Божович \| \| 1967–1970 \| \| Рональд Левін \| \| 1970–1972 \| \| Жарко Михайлович \| \| 1972–1975 \| \| Пітер МакБрайд \| \| 1975–1977 \| \| Мохаммед Аль-Масаод \| \| 1976–1977 \| \| Томасон \| \| 1977 \| \| Жарко Михайлович \| \| 1977–1978 \| \| Рональд Левін \| \| 1978–1979 \| \| Абдулла Аль-Асфор \| \| 1979–1980 \| \| Бонеро \| \| 1980–1983 \| \| Милян Милянич \| \| 1983–1985 \| \| Бобі Кембелл \| \| 1985–1986 \| \| Салех Закрія \| \| 1986–1987 \| \| Луїс Феліпе Сколарі \| \| 1987–1990 \| \| Вола \| \| 1990–1992 \| \| Луїс Феліпе Сколарі \| \| 1992–1993 \| \| Александру Молдован \| \| 1993 \| \| Драган \| \| 1993–1995 \| \| Мохаммед Аль-Заер \| \| 1995 \| \| Едналду Патрісіу \| \| 1995–1997 \| \| Веллар \| \| 1997–1998 \| \| Жорван Віейра \| \| 1997–1999 \| \| Мохаммед Ібрахем \| \| 1999–2000 \| \| Факро Аль-Дін \| \| 2000 \| \| Сенад Кресо \| \| 2000–2001 \| \| Бранко Тотак \| \| 2001 \| \| Радойко Аврамович \| \| 2001 \| \| Віллем Лесхюйс \| \| 2001–2002 \| \| Мохаммед Ібрахем \| \| 2002–2004 \| \| Дуліу Діаш Жуніур \| \| 2004–2005 \| \| Мохаммед Ібрахем \| \| 2005–2007 \| \| Жозе Гарріду \| \| 2007–2008 \| \| Мохаммед Ібрахем \| \| 2008–2011 \| \| Родион Гачанин \| \| 2011–2012 \| \| Мохаммед Ібрахем \| \| 2012–2014 \| \| Тарек Аль-Ахмад \| \| 2014-2014 \| \| Антоніо Пуше \| \| 2014–2015 \| \| Рашед Аль-Бедія \| \| 2015– \| |           |
| Ім'я                | Національність | Роки      |
| Мохаммед Аль-Хамед  | Кувейт | 1960–1962 |
| Абдулмсен Аль-Фаріс | Кувейт | 1962–1963 |
| Омар Шенді          | Єгипет | 1963–1965 |
| Аладдін Ніазі       | Сирія | 1965–1966 |
| Ян Цестич           | Югославія | 1966–1967 |
| Воїн Божович        | Югославія | 1967–1970 |
| Рональд Левін       | Англія | 1970–1972 |
| Жарко Михайлович    | Югославія | 1972–1975 |
| Пітер МакБрайд      | Шотландія | 1975–1977 |
| Мохаммед Аль-Масаод | Кувейт | 1976–1977 |
| Томасон             | Данія | 1977      |
| Жарко Михайлович    | Югославія | 1977–1978 |
| Рональд Левін       | Англія | 1978–1979 |
| Абдулла Аль-Асфор   | Кувейт | 1979–1980 |
| Бонеро              | Іспанія | 1980–1983 |
| Милян Милянич       | Югославія | 1983–1985 |
| Бобі Кембелл        | Англія | 1985–1986 |
| Салех Закрія        | Кувейт | 1986–1987 |
| Луїс Феліпе Сколарі | Бразилія | 1987–1990 |
| Вола                | Італія | 1990–1992 |
| Луїс Феліпе Сколарі | Бразилія | 1992–1993 |
| Александру Молдован | Румунія | 1993      |
| Драган              | Югославія | 1993–1995 |
| Мохаммед Аль-Заер   | Кувейт | 1995      |
| Едналду Патрісіу    | Бразилія | 1995–1997 |
| Веллар              | Нідерланди | 1997–1998 |
| Жорван Віейра       | Бразилія | 1997–1999 |
| Мохаммед Ібрахем    | Кувейт | 1999–2000 |
| Факро Аль-Дін       | Боснія і Герцеговина | 2000      |
| Сенад Кресо         | Боснія і Герцеговина | 2000–2001 |
| Бранко Тотак        | Хорватія | 2001      |
| Радойко Аврамович   | Сербія | 2001      |
| Віллем Лесхюйс      | Нідерланди | 2001–2002 |
| Мохаммед Ібрахем    | Кувейт | 2002–2004 |
| Дуліу Діаш Жуніур   | Бразилія | 2004–2005 |
| Мохаммед Ібрахем    | Кувейт | 2005–2007 |
| Жозе Гарріду        | Португалія | 2007–2008 |
| Мохаммед Ібрахем    | Кувейт | 2008–2011 |
| Родион Гачанин      | Хорватія | 2011–2012 |
| Мохаммед Ібрахем    | Кувейт | 2012–2014 |
| Тарек Аль-Ахмад     | Кувейт | 2014-2014 |
| Антоніо Пуше        | Іспанія | 2014–2015 |
| Рашед Аль-Бедія     | Кувейт | 2015–     |

## Відомі президенти
|                           | \| Ім'я \| Роки \| \| ------------------------- \| --------- \| \| Суліман Аль-Халед \| 1960–1961 \| \| Файсел Аль-Мутава \| 1961–1962 \| \| Рашед Аль-Рашед \| 1962–1963 \| \| Халед Аль-Масаод \| 1963–1965 \| \| Халед Аль-Хамед \| 1965–1966 \| \| Мохамед Аль-Хамед \| 1966–1967 \| \| Халед Аль-Масаод \| 1967–1968 \| \| Халед Аль-Хамад \| 1968–1970 \| \| Фахад Аль-Ахмад Аль-Субах \| 1970–1979 \| \| Халед Аль-Хамад \| 1979–1985 \| \| Юсеф Аль-Мушарі \| 1985–1987 \| \| Абдулазіз Аль-Моклед \| 1989 \| \| Абдулмосен Аль-Фаріс \| 1989–1997 \| \| Талал Аль-Фахад Аль-Субах \| 1997–2010 \| \| Фаваз Аль-Хасаві \| 2010–2012 \| \| Халед Аль-Фахад Аль-Сабах \| 2012– \| |
| Ім'я                      | Роки |
| Суліман Аль-Халед         | 1960–1961 |
| Файсел Аль-Мутава         | 1961–1962 |
| Рашед Аль-Рашед           | 1962–1963 |
| Халед Аль-Масаод          | 1963–1965 |
| Халед Аль-Хамед           | 1965–1966 |
| Мохамед Аль-Хамед         | 1966–1967 |
| Халед Аль-Масаод          | 1967–1968 |
| Халед Аль-Хамад           | 1968–1970 |
| Фахад Аль-Ахмад Аль-Субах | 1970–1979 |
| Халед Аль-Хамад           | 1979–1985 |
| Юсеф Аль-Мушарі           | 1985–1987 |
| Абдулазіз Аль-Моклед      | 1989 |
| Абдулмосен Аль-Фаріс      | 1989–1997 |
| Талал Аль-Фахад Аль-Субах | 1997–2010 |
| Фаваз Аль-Хасаві          | 2010–2012 |
| Халед Аль-Фахад Аль-Сабах | 2012– |

## Відомі гравці
| - Азіз Машаан - Махмуд Абдулрахман - Мохаммед Хуссейн - Талал Юсеф - Хамід Реза Естілі - Ессам Абу Тоук - Анас Вані Яссін - Юсеф Зідан - Мохаммед Мубарек Аль-Хінай - Султан Аль-Тукі - Фаузі Башир - Мохаммед Салім Аль-Ель Еназі - Ахмед Каліфа - Адель Каміс - Джехад Аль-Хуссейн | - Фірас Аль-Катіб - Омар Аль-Сома - Рашид Амран - Лазар Хадж Аїсса - Сейду Траоре - Ібрагім Кейта - Абу Коне - Мустафа Аль-Кальфі - Тарек Аль-Кальфі - Мохаммед Аль-Кадмер - Мароан Аль-Камель - Сімо - Або Заїд - Омар Діуф - Баба Самба | - Кон Флу - Адам Аль-Хадж - Селім Бен-Ашур - Адель ді Олівейра Аморім - Андерсон Верера - Клаудіу ді Жезуш Карвалью - Лусенілде Перейра да Сильва - Родрігу Вергіліу - Абель Лобатон - Рональд Гомес - Горан Степанович - Сержіу Консейсау - Миладен Йованчич - Іван Мілошевич |

## Спонсори
- ooredoo Telecom
- Samsung
- Power Horse
- Givova